# 我和我的祖国 (电影)
《我和我的祖国》（英語：My People, My Country）是2019年中国大陆多段式剧情片，是中國大陸電影界慶祝中华人民共和国成立70週年的獻禮片，“庆祝中华人民共和国成立70周年优秀国产新片展映”7部重點影片之一。本片由华夏电影发行有限责任公司领衔出品，傅若清担任总出品人，陈凯歌担任总导演，黄建新担任总制片人，张一白担任总策划，陈凯歌、张一白、管虎、薛晓路、徐峥、宁浩、文牧野联合导演。影片以“歷史瞬間，全民記憶，迎頭相撞”的串聯手法，讲述了70年间不同職業、背景及身份下的普通人在時代背景下发生的不平凡故事。
影片于2019年3月24日開機，并原定于2019年10月1日在中国大陆上映、9月6日、影片发布了海报并宣布提档、从10月1日提档至9月30日在中國大陆以2D、CINITY、中国巨幕、IMAX、杜比影院、DTS:X、中国全景声、中国全息声和STARX等格式同步上映，並在北美、澳大利亞、新西蘭、荷兰同步上映。
本片續集定於2020年10月1日（国庆节及中秋节）上映，續集采用与本片相同的制作模式。由张艺谋担任总监制，宁浩担任总导演，张一白担任总策划，宁浩、徐峥、陈思诚、闫非及彭大魔、邓超及俞白眉联合导演，片名定為《我和我的家乡》。

## 剧情
七位导演分别取材新中国成立70年来发生的开国大典、中国第一颗原子弹、中国女排夺冠、香港回归、北京奥运、神舟十一号、阅兵典礼等历史事件，讲述普通人与国家之间息息相关密不可分的动人故事。

## 演員表

### 前夜
導演：管虎
编剧：管虎、葛瑞、张珂、刘沛
事件：中華人民共和國成立
| 演员   | 角色名 | 角色                                 |
| 黃渤   | 林治远 | 工程师、开国大典升旗仪式电动组负责人 |
| 歐豪   | 梁昌寿 | 林治远助手                           |
| 王千源 | 杜兴汉 | 解放军保卫干部                       |
| 梁靜   |        | 林治远妻子                           |
| 姜武   | 张致祥 |                                      |
| 胡軍   | 罗瑞卿 | 将军                                 |
| 佟大為 | 罗 浪  | 解放军，开国大典乐队负责人           |
| 魏晨   | 陈队长 | 纠察队队长                           |
| 王天辰 |        | 解放军战士，小号手，乐队备用人员     |
| 辛柏青 | 趙鵬飛 |                                      |
| 耿樂   | 老 方  |                                      |

### 相遇
導演：張一白
编剧：张冀
事件：中國第一顆原子彈爆炸成功（596工程）
| 演员   | 角色名 | 角色                  |
| 張譯   | 高远   | 工程师 参与原子弹研发 |
| 任素汐 | 方敏   | 高远的恋人            |
| 張嘉譯 | 陈学源 |                       |
| 周冬雨 |        | 醫院護士              |
| 彭昱暢 |        | 遊行青年、喊话人      |
| 郭丞   |        | 遊行青年、问话人      |
| 羅海瓊 | 劉教授 |                       |
| 周依然 |        | 護士                  |

### 奪冠
導演：徐崢
编剧：华玮琳、何可可、布鲁鲁夫、徐峥
事件：中國女排首獲世界大賽三連冠
| 演员   | 角色                       |
| 吳京   | 成年冬冬（乒乓球世界冠軍） |
| 馬伊琍 | 成年小美（旅美物理學家）   |
| 韓昊霖 | 童年冬冬                   |
| 樊雨洁 | 童年小美                   |
| 劉濤   | 小美妈妈                   |
| 邵汶   | 冬冬爸爸                   |
| 徐崢   | 奧運电视節目主持人         |
| 郎平   | 排球教練                   |
| 王志飛 | 乒乓球教練                 |
| 段博文 | 排球教練                   |
| 張建亞 | 張伯伯                     |
| 張芝華 | 張伯伯老婆                 |

### 回歸
導演：薛曉路
编剧：薛曉路
事件：香港回歸
| 演员   | 角色名      | 角色                                                           |
| 杜江   | 朱濤        | 香港主權移交交接仪式中方升旗手（陸）                           |
| 朱一龍 | 宋月強      | 香港主權移交交接仪式中方護旗手（海）                           |
| 王道铁 | 王應輝      | 香港主權移交交接仪式中方護旗手（空）                           |
| 王洛勇 | 安文彬      | 中国外交部礼宾司副司长 交接仪式总指挥                          |
| 惠英紅 | 蓮姐        | 皇家香港警务处冲锋队處警長，後為香港警務處冲锋队警長，华哥妻子 |
| 任達華 | 华哥        | 香港鐘錶師傅，莲姐丈夫                                         |
| 高亞麟 | 程志強      | 儀仗隊隊長                                                     |
| 陳銳強 | 經理        | 珠寶店經理，找華哥修理手錶                                     |
| 河國榮 | Hugh Davies | 中英聯合聯絡小組英方首席代表                                   |
| 張國強 |             | 香港時事評論員                                                 |

### 北京你好
導演：寧浩
编剧：许渌洋、王昂、刘晓丹；文学策划：潘依然
事件：2008年北京奥运会
| 演员   | 角色名 | 角色                             |
| 葛优   | 張北京 | 出租車司機                       |
| 程禹森 | 张小景 | 张北京之子                       |
| 龔蓓苾 | 袁蓉   | 寵物店店員 张北京前妻            |
| 王东   |        | 四川汶川小孩，于大地震中失去父亲 |
| 马书良 |        | 出租車公司领导                   |

### 白昼流星
導演：陳凱歌
编剧：文宁
事件：神舟十一號返回艙成功著陸
| 演员   | 角色名 | 角色           |
| 劉昊然 | 沃德樂 | 流浪青年       |
| 陳飛宇 | 哈扎布 | 流浪青年       |
| 田壯壯 | 李叔   | 退休扶贫办主任 |
| 江珊   | 李嬸   |                |
| 景海鵬 | 景海鹏 | 航天员         |
| 陳冬   | 陈冬   | 航天员         |

### 護航
導演：文牧野
编剧：修梦迪、韩晓邯
事件：抗戰勝利70週年閱兵、庆祝中国人民解放军建军90周年阅兵
| 演员   | 角色名             | 角色                     |
| 宋佳   | 呂瀟然             | 空軍女飛行員             |
| 佟麗婭 | 一丹               | 空軍女飛行員，呂瀟然队友 |
| 韩东君 |                    | 空軍男飛行員             |
| 雷佳音 |                    | 呂瀟然前男友             |
| 張子楓 | 呂瀟然（學生時代） |                          |
| 王硯輝 |                    | 呂瀟然父親               |
| 陶虹   |                    | 呂瀟然母親               |
| 郭京飛 |                    | 老師                     |
| 袁文康 |                    | 指揮                     |
| 賈晨飛 |                    | 男飛行員                 |

## 電影歌曲
影片同名歌曲由张藜作词、秦咏诚作曲。影片同名歌曲共三个版本。分王菲演唱的同名主题曲和片头曲、以及全民版片尾合唱曲。
| 曲別             | 歌名             | 作曲   | 作詞 | 编曲   | 制作人 | 主唱 |
| ---------------- | ---------------- | ------ | ---- | ------ | ------ | ---- |
| 主題曲           | 《我和我的祖國》 | 秦詠誠 | 張藜 | 常石磊 | 常石磊 | 王菲 |
| 《北京你好》插曲 | 《回到那一天》   | 郝云   | 郝云 | 郝云   |        | 郝云 |

## 首映礼
2019年9月13日（中秋节），电影《我和我的祖国》剧组与电影频道节目中心在全国范围内举办“家国同圆·七城接力”首映活动。影片二十余位主创及特邀嘉宾赶赴全国七座城市推介影片及与观众交流。
| 会场                   | 出席主创                                   | 特邀嘉宾                   |
| ---------------------- | ------------------------------------------ | -------------------------- |
| 北京                   | 总制片人黄建新、导演宁浩、演员龚蓓苾       | 奥运冠军钱红、张宁、林跃   |
| 天津（天石舫码头）     | 导演管虎及演员欧豪、王天辰                 | 第七届全国道德模范张黎明   |
| 南京（南京眼）         | 导演徐峥及演员韩昊霖、樊雨洁               | 江苏女排、南京三中女排     |
| 武汉（黄鹤楼）         | 总导演陈凯歌及演员陈飞宇、田壮壮           | 教师代表                   |
| 重庆（解放碑步行街）   | 导演张一白及演员张译、任素汐、彭昱畅、郭丞 | 四对不同年龄段的伉俪       |
| 昆明（古滇艺海大码头） | 导演文牧野及演员宋佳、韩东君               | 昆明市民族歌舞剧院演员     |
| 深圳（市民广场）       | 导演薛晓路及演员杜江、惠英红               | 霍思燕、香港回归升旗手朱涛 |

2019年9月19日，剧组在中國國家圖書館举行“汇浪成海——电影《我和我的祖国》全阵容盛典”，本片全部导演及参演本片的黄渤、王千源、欧豪、张译、任素汐、张嘉译、吴京、杜江、葛优、陈飞宇、田壮壮、宋佳、马伊琍出席。

## 评价
豆瓣网根据43.9万人的评分得分7.9。
1905电影网：“每一个故事的拍摄和最终完成，也一定拥有着与当年重要“使命”、重要历史瞬间同等厚度的重量感。七个历史瞬间对于国人来说历历在目，构成七个瞬间的所谓主人公，他们既是历史时刻的英雄，也是宏大历史图景中的无数微小而又充满细节魅力的小人物。对于七位导演来说，这个任务可真是艰辛又充满作品之外的能量和荣耀。所以，单纯地从艺术上去评判它们已经不足够，还需要引入更为复杂的特定历史时刻、历史重任等等关键词，去看待这些作品的价值。幸福感、成就感不是几个画面就能说明的，也不是几个人就能证明的，你看短片中的努力和贡献，无不是在礼让、谦卑和忘我中完成的，这种整体的隆重是被潮流涌动的力量推进而来的，身在其中，你感受的自然也就是真实的。国家富强、人民幸福，这是大事，也是在一点点微小的细节中被体现出来的。”
香港影评人石琪评论道：“今次制作当然是大型爱国宣传片，片中由1949年以来各段的民众都热烈爱国，全无争议事例，更不提文革和种种灾祸……《我和我的祖国》好在少了中国共产党的党味，多了有情有趣的人味，并让导演们演员们各有表现。”
這部電影有學者表示，整體來講：「有內地演員及香港演員，但卻沒有澳門演員，難道澳門不是中國一部分嗎？既然澳門沒有份量演員，應該找方中信，畢竟他是澳門成長，而且又取過影帝，份量夠強。」

## 争议

### 国旗叠法错误
有网友指出，电影预告片故事片段《回归》中，杜江、朱一龙、王道铁等人饰演的升旗手仪仗队，在进行交接仪式之前，杜江手捧的国旗叠法出现错误。杜手中国旗仅露出一颗星，而1997年真实事件中的国旗完整露出五颗星。

### 对《白昼流星》的批评
电影上映以来，陈凯歌执导的第六部分《白昼流星》不断遭到观众批评，其中一名自称曾参与扶贫工作的观众称该部分“脱离生活”，存在较多常识性错误。

## 票房
在中国大陆，《我和我的祖国》、《中国机长》与《攀登者》等片同于9月30日上映，《我和我的祖国》上映当天取得2.86亿，创下国庆档单日票房纪录，名列同档期影片第一。上映第3日将这一纪录进一步提升至3.56亿，三天突破10亿大关。10月6日，上映第7日票房正式突破20亿。上映第79天突破30亿。经过年终票房补录，《我和我的祖国》最终票房突破31.71亿人民币。
在北美，《我和我的祖国》在67馆小规模放映，首周获得155.3万美元，最终累计235.6万美元。
| 上一届： 《中国机长》 | 2019年中国内地一周票房冠军 第39週 | 下一届： 《中国机长》 |

## 出品发行

### 出品
华夏电影（领衔出品）、博纳影业、阿里巴巴影业

### 联合出品
华夏电影、香河百灵鸟影视、上海三次元影业、上海拾谷影业、七印象（厦门）影视传媒、北京佳文映画文化传媒、坏猴子（上海）文化传播、北京真乐道文化传播、北京梦将军影业、北京光线影业、腾讯影业文化传播、霍尔果斯凤仪影业、新丽传媒集团、北京嘉映文化传媒、万达影视传媒、天津猫眼微影文化传媒、英皇影业、华谊兄弟电影、北京欢喜首映文化、天津北方电影集团、华策影业（天津）、秦皇岛阿那亚影视传媒、耳东文化（北京）、联瑞（上海）影业、浙江横店影业、北京金逸嘉逸电影发行、复星影业、融创未来文化娱乐（北京）、上海华人文化电影院线、珠江電影製片、北京长城沃美电影院线、河南奥斯卡电影院线、四川太平洋电影院线、北京国影纵横电影发行、文投控股股份有限公司、上海红星美凯龙影业发展、安樂影片、浙江省文化产业投资集团、人民网、央视国际、福建省电影发行放映、陕西广电影视文化产业发展、北京字跳网络技术、北京伯乐世纪文化传播、华侨城集团、咪咕文化科技、上海电影（集团）、天津启泰文化传播

### 发行
华夏电影发行、联瑞（上海）影业、天津猫眼微影文化传媒、新丽传媒集团、五洲电影发行、北京光线影业、上海淘票票影视文化

### 联合发行
中影影院投资、大地时创电影发行（北京）、北京国影纵横电影发行

### 国际发行
华夏电影、英皇影业

## 獎項
| 年份 | 頒獎典禮             | 獎項       | 入圍者                                           | 結果 |
| ---- | -------------------- | ---------- | ------------------------------------------------ | ---- |
| 2023 | 第18屆中國電影華表獎 | 優秀故事片 | 《我和我的祖國》                                 | 獲獎 |
| 2023 | 第18屆中國電影華表獎 | 優秀導演   | 陈凯歌、张一白、管虎、薛晓路、徐峥、宁浩、文牧野 | 獲獎 |
| 2023 | 第18屆中國電影華表獎 | 優秀男演員 | 張譯                                             | 獲獎 |
| 2023 | 第18屆中國電影華表獎 | 優秀女演員 | 任素汐                                           | 獲獎 |